# Despedazado por mil partes
Despedazado por mil partes es el tercer álbum de estudio  de la banda  La Renga, editado en octubre de 1996 a través del sello PolyGram. El álbum fue coproducido por Ricardo Mollo y la propia banda, y grabado en los Estudios Ion. Fue presentado en el estadio Obras los días 13, 14, 20 y 21 de diciembre de 1996. Este álbum está incluido en el #73 en la Lista de los 100 mejores álbumes del rock argentino según la revista Rolling Stone.

## Canciones
De este CD surgieron varias canciones muy importantes para lo que es el mundo de La Renga. Se podría decir que este disco fue el que más hizo crecer la cantidad de seguidores que tenía la banda.
Entre estas canciones se encuentran "Balada del diablo y la muerte" que, junto a "El revelde", del álbum La Renga, son las canciones más conocidas por los que no son adeptos a la banda.
La canción "Veneno" es un cover de la banda La Negra.
La última canción, "Hablando de la libertad", se convirtió en el cierre de todos los conciertos de la banda.

## Portada
En una pintura como fondo, una banda circular de colores cálidos y suaves con la doble inscripción de "DESPEDAZADO POR MIL PARTES", arriba y abajo.
Sobre este círculo, un dibujo de la cabeza coronada de un ángel, con sus respectivas alas. Sin embargo, al invertir esta imagen, lo que previamente era un ángel alado, pasa a ser una especie de demonio con el cráneo partido a la mitad y con el hueco de las fosas nasales a la vista.
Cierra todo en logo La ReNGa, rojo de borde gris, en la esquina inferior derecha.
El CD, en rojos y negros, forma la imagen de una sierra circular de 12 grandes dientes y 12 agujeros en la hoja, ubicados regularmente.
Las ilustraciones son de Marcelo Zeballos; el diseño gráfico es del Estudio Del Federico.

## Lista de canciones
- Todos las canciones compuestas por Gustavo F. "Chizzo" Napoli, excepto "Veneno" de Marcelo Ferrari.

| N.º | Título                                                | Duración |  |
| 1.  | «Desnudo para siempre (o despedazado por mil partes)» | 4:08     |  |
| 2.  | «A la carga mi rocanrol»                              | 3:46     |  |
| 3.  | «El final es en donde partí»                          | 4:37     |  |
| 4.  | «Balada del diablo y la muerte»                       | 5:36     |  |
| 5.  | «Cuando vendrán»                                      | 4:22     |  |
| 6.  | «Psilocybe mexicana» (con Max)                        | 5:36     |  |
| 7.  | «Paja brava» (con Max)                                | 6:01     |  |
| 8.  | «Lo frágil de la locura»                              | 4:22     |  |
| 9.  | «Veneno»                                              | 4:08     |  |
| 10. | «El viento que todo empuja» (con Joe Santos)          | 5:22     |  |
| 11. | «Hablando de la libertad»                             | 6:09     |  |

## Músicos
La Renga
- Chizzo: Voz y guitarra
- Tete: Bajo
- Tanque: Batería
- Chiflo: Saxofón y trompeta
- Manu: Saxofón y armónica

## Gira
La gira de presentación de este disco comenzó el 13 de diciembre de 1996 y finalizó el 16 de mayo de 1998, recorriendo la Argentina, otros países de América y España. Más de un millón de personas vieron a la banda en vivo durante toda la gira.